# 荒れ野の声
荒れ野の声（あれののこえ、英称：Voice in the Wilderness）は対北放送の一つ。

## 概説
国際コーナーストーン宣教会傘下の韓国コーナーストーン宣教会が北朝鮮域内に対して行って来た危険を冒しての聖書の持ち込み・風船や瓶を流しての伝単活動・地下教会建設等に並ぶ形で短波放送を福音伝道の手段として活用する宗教を扱った放送（宗教放送）。放送言語は朝鮮語のみである。
有償時間借りの形でパラオ共和国の送信所から1993年10月2日、韓国標準時（KST）20:30-21:00 短波9830kHzで放送を開始。以降（KST）23:00-23:30と合わせ毎日2回体制での開局となった。

## 周波数
| 放送時間（KST）       | 周波数（短波、中波） |
| --------------------- | -------------------- |
| 23:00-00:00 (平日)    | 9365kHz              |
| 23:00-00:30 (週末)    | 9365kHz              |
| 04:00-05:00（週末）   | 1566kHz              |
| 04:30-05:00（水曜日） | 1566kHz              |

※韓国標準時＝UTC+9
- 周波数は2024年1月現在。